# Luis Roberto Piazzini
Luis Roberto Piazzini (Buenos Aires, 11 de maig de 1905 - Buenos Aires 4 de març de 1980), fou un jugador d'escacs argentí. Era fill del pianista italià Edmundo Piazzini, i pare de la pianista argentina Carmen Piazzini.

## Resultats destacats en competició
Va ser un cop guanyador del Campionat de l'Argentina, l'any 1933, quan va vèncer Jacobo Bolbochán per 5,5 a 2,5. Va perdre el títol en la seva primera defensa el 1935 contra Roberto Grau per 5,5:7,5.
Va ser campió del fort V Torneig Sud-americà celebrat a Buenos Aires entre el desembre de 1934 i el gener de 1935.
Va participar representant l'Argentina en dues Olimpíades d'escacs. L'any 1937 a Estocolm va jugar-hi com a primer tauler amb el resultat de (+4 -2 =6) i l'any 1939 a Buenos Aires hi va ser segon tauler amb el resultat de (+4 -3 = 4).